# August Maria Kemetter
August Maria Kemetter (17. července 1866 Vídeň – 4. prosince 1945 Innsbruck) byl rakouský politik, na počátku 20. století poslanec Říšské rady.

## Biografie
Vychodil národní školu a gymnázium. Vystudoval Vídeňskou univerzitu (obor zeměpis, dějiny). Roku 1895 získal státní zkoušku. Působil v letech 1898–1903 jako pedagog na gymnáziu v Mödlingu, v letech 1903–1905 jako ředitel gymnázia v Hornu a od roku 1905 coby ředitel Dolnorakouského zemského učitelského ústavu ve Vídni. Angažoval se v politice jako člen německých politických stran.
Na počátku 20. století se zapojil i do celostátní politiky. Ve volbách do Říšské rady roku 1907, konaných poprvé podle všeobecného a rovného volebního práva, získal mandát v Říšské radě (celostátní zákonodárný sbor) za obvod Dolní Rakousy 51. Usedl do poslanecké frakce Německý národní svaz, do které se sloučily německé konzervativně-liberální a nacionální politické proudy. Mandát obhájil za týž obvod i ve volbách do Říšské rady roku 1911. Ve vídeňském parlamentu setrval až do zániku monarchie. K roku 1911 se profesně uvádí jako ředitel Dolnorakouského učitelského ústavu.
V letech 1918–1919 zasedal jako poslanec Provizorního národního shromáždění Německého Rakouska (Provisorische Nationalversammlung), nyní za Německou nacionální stranu (DnP).